# Даница Крстић
Даница Крстић (Крагујевац, 25. новембар 1995) српска је певачица етно музике.

## Биографија
Даница Крстић је завршила Музичку школу „Др Милоје Милојевић” у Крагујевцу, као и Прву крагујевачку гимназију. Студирала је Факултету музичке уметности у Београду, смер етномузикологија. Певањем се бави од своје пете године, а као мала тренирала је и кошарку. Члан је Култутно-уметничког друштва „Абрашевић”. Пева етно музику и има жељу да очува традиционалну балканску и српску баштину.
Амбасадорка је Фондације „Тијана Јурић”.

## Каријера
Певачку каријеру започела је као шестогодишњакиња. Први јавни наступ имала је 2004. године у дворани „Шумадија”, са познатом извођачицом традиционалне музике Биљом Крстић, представивши се изведбом песме Пуче пушка. Песмом Јаре моје отворила је Дечју светску олимпијаду Брно 2005, одржану у Чешкој. Затим, 2008. године снимила је песму за ТВ серију Рањени орао. Наредне године снимила је и песму за ТВ серију Грех њене мајке. Чланица састава Сања Илић и Балканика постала је када је имала шеснаест година. Године 2012, била је један од победника ТВ серијала Шљивик, који се емитовао на Радио-телевизији Србије. Победу је однела у категорији вокалних солиста, представивши се песмом Киша пада, трава расте.
Године 2015, на такмичењу Одбројавање за Беч, избору српског представника за Песму Евровизију, учествовала је с песмом Сузе за крај и заузела је друго место.
Свој први соло албум, назван Под гором се шетало девојче, објавила је у октобру 2017. године за ПГП РТС.
Као чланица групе Сања Илић и Балканика, певала је и песму Нова деца. Група је с овом нумером победила на Беовизији 2018, те је представљала Србију на Песми Евровизије 2018, где је заузела на 19. место, уз сакупљених 113 поена.
Учествовала је и на многобројним хуманитарним концертима, заједно са најпознатијим именима српске сцене. Наступала је у Северној Македонији, Босни и Херцеговини, Словенији, Холандији, Пољској, Румунији и многим другим земљама.

## Приватни живот
За стоматолога Николу Бајића удала се у августу 2023. године. У фебруару 2025. добили су сина.

## Дискографија

### Студијски албуми
- Под гором се шетало девојче (2017)

## Учешћа на фестивалима
- 2015 — Одбројавање за Беч, с песмом Сузе за крај (друго место)
- 2015 — Сунчане скале (Вече нових звезда), с песмом Сузе за крај
- 2018 — Беовизија, с песмом Нова деца (као чланица групе Сања Илић и Балканика, победничка песма)
- 2018 — Песма Евровизије, с песмом Нова деца (као чланица групе Сања Илић и Балканика, 19. место)
- 2019 — Дечје београдско пролеће, с песмом Птице небом, а ја друмовима (као чланица групе Сања Илић и Балканика)